# ایستوود (لوئیزیانا)

نقشه ایستوود

ایستوود (به انگلیسی: Eastwood) شهری در ایالت لوئیزیانا کشور ایالات متحده آمریکا است که جمعیت آن در سرشماری سال ۲۰۱۰ میلادی، ۴٬۰۹۳ نفر بوده‌است.